# Pedro Caino
Pedro Omar Caino (La Paz, 29 de junho de 1956 — La Paz, 14 de agosto de 2014) foi um ciclista olímpico argentino. Caino representou sua nação em dois eventos nos Jogos Olímpicos de Verão de 1984, em Los Angeles.